# Кудайбергенов Дінмухамет Канатович
Дінмухаммед Канатули Кудайберген (Дімаш Кудайберген, каз. Құдайберген Дінмұхаммед Қанатұлы, нар.. 24 травня 1994 року в Актюбінську, Казахстан) — казахський співак. Володар Гран-прі конкурсу «Слов'янський базар 2015» у Вітебську, лауреат Національної премії «Народний улюбленець» (каз. «Халықтың сүйіктісі»), нагороджений Почесною грамотою Президента Республіки Казахстан «За гідний внесок у зміцнення єдності народу Казахстану», учасник міжнародного фестивалю «ABU TV song». Посів друге місце на китайському конкурсі «Singer 2017». Заслужений діяч Казахстану. Народний артист Казахстану (24 жовтня 2023 року).

## Біографія
Батьки співака — заслужені діячі культури Республіки Казахстан Канат Кудайбергенович і Світлана Айтбаєви (уроджена Тулемисова). Уперше Дімаш вийшов на сцену в епізодичній ролі у виставі. У п'ять років, бувши учнем дитячої музичної студії по класу фортепіано та вокалу, вперше заспівав на сцені музичного коледжу. У шість років Дімаш Кудайберген став лауреатом республіканського конкурсу «Айналайын» у номінації «Фортепіано», а в 10 років вже виступав ведучим різних обласних заходів.
2010 року Дімаш Кудайберген став лавреатом І премії міжнародного фестивалю «Дзвінкі голоси Байконура». т 2012 року він нагороджений гран-прі Республіканського конкурсу молодих виконавців «Жас қанат» і завоював диплом лауреата І премії Міжнародного телеконкурсу естрадних виконавців «Східний базар» в Ялті (Україна). Ще через рік став переможцем першого міжнародного фестивалю молодих виконавців «Мейкин Азія».
2014 року Дімаш Кудайберген закінчив Актюбинський музичний коледж імені А. Жубанова за спеціальністю «Академічний спів» і вступив до Казахського національного університету мистецтв на факультет «Мистецтво естради».
По-справжньому популярність здобув, вигравши Гран-прі XXIV Міжнародного конкурсу виконавців естрадної пісні «Слов'янський базар-2015» у Вітебську. За підсумками трьох днів, молодий співак набрав у сумі 175 балів. У перший день він виконав казахську народну пісню «Дайдідау», а у півфіналі пісню Костянтина Меладзе «Опять метель», в третій — пісню «S. O. S. d'un terrien en détresse», яку вперше 1978 року записав для рок-опери ««Старманія»» французький співак і композитор Даніель Балавуан. Дімаш Кудайберген став володарем Гран-прі, а також грошової премії 20 тисяч доларів.
28 жовтня 2015 року в Стамбулі Дімаш вперше представляв Казахстан на міжнародному Азійсько-тихоокеанському телефестивалі «ABU Song Festivals». Виступав на одній сцені зі світовими виконавцями, зокрема CNBLUE, Scandal і Murat Dalkılıç.
2016 року Дімашеві була присуджена державна стипендія першого президента Республіки Казахстан — Лідера Нації у сфері культури.
22 січня 2017 року Дімаш Кудайберген вперше виступив у китайській програмі «Singer 2017», що є адаптацією південнокорейського реаліті-шоу «I Am a Singer», у якій змагаються тільки професійні співаки. Дімаш підкорив китайську публіку широким діапазоном свого голосу, унікальним стилем та виграв перший раунд, виконавши пісню «S. O. S. d'un terrien en détresse». За короткий час пісня стала новим хітом на просторах Weibo. Через тиждень у другому етапі програми Дімаш виконав пісню Вітаса «Опера № 2» і посів перше місце.
27 березня 2017 року Дімаш Кудайберген отримав премію Top Chinese Music Award, перемігши в номінації «Найпопулярніший співак в Азії». Ця премія є аналогом відомої премії «Греммі», але тільки в Китаї. На церемонії нагородження, в Шанхаї, співак виконав композицію SOS d'un terrien en détresse.
15 квітня 2017 року Дімаш Кудайберген посів друге місце на конкурсі «I am a Singer» в Китаї. Дімаш у своєму фінальному виступі заспівав дуетом з популярною китайською співачкою Шан Венже. У фіналі Дімаш заспівав пісні Майкла Джексона: Dangerous, Billie Jean, The Way You Make Me Feel та Earth song. Перше місце зайняла китаянка Sandy Lam.  
18 листопада 2017 року на Hollywood Music in Media Awards" він переміг у номінації «The Best Original Song of Video Game» з піснею «Moonlight over the sea», яка написана композитором Томасом Париш.
3 грудня 2017 року казахський виконавець Дімаш Кудайберген визнаний співаком року за версією IQIYI awards в Китаї.
11 березня 2020 року дав концерт в Києві (Палац спорту) в рамках туру «Arnau Tour 2020». Під час концерту він виконав українську пісню Чорнобривці.

## Творчість
Захоплення у багатьох, навіть досвідчених музичних критиків викликає дивовижний діапазон голосу Дімаша — 6 октав, від баса до свисткового регістра. Викладач Кудайбергена Марат Айтімов стверджує, що у нього не контратенор, бо він може брати й низькі ноти, а ліричний тенор і він майстерно може співати фальцетом.
Дімаш виконує вокальні твори різних жанрів різними мовами (українською, казахською, російською, англійською, французькою, китайською та іншими). Він бере активну участь у культурно-масових заходах, наприклад, 29 січня 2017 року він виступив на відкритті Зимової Універсіади в Алмати.
27 червня 2017 року на стадіоні спорткомплексу «Астана-Арена», дав перший великий сольний концерт під назвою" #BASTAU live Show. По краях сцени були встановлені два величезні екрани, на яких транслювався виступ. Завдяки цьому артиста було видно з усіх куточків залу. Під час виступу Дімаш постав в різних образах, змінивши п'ять костюмів — від традиційних казахських до сучасних, і кожен відповідав творам, що звучали. Співак, то грав кюй разом з домбристами, то дарував квіти глядачам, то виконував пісні Майкла Джексона. Легендарна «місячна» хода короля попмузики у виконанні Дімаша і знаменита мелодія «Billie Jean» змусили зал аплодувати. На одній сцені з відомим казахським виконавцем виступили російська співачка Крістіна Орбакайте, шведська співачка Лорін, англійка Софі Еліс-Бекстор, а також суперник Дімаша за проєктом I am Singer китайський співак Террі Лін. Там же, на сцені продемонстрували свою майстерність молоді домбристи з дуету Бастау, учасники груп КешУои, VOX ACAPELLA і «Алло». На концерт Дімаша зібралися близько 30 тисяч глядачів. Сольний концерт завершився за північ, і в цілому тривав більше 4-х годин.
28 грудня 2017 року Дімаш Кудайберген почав працювати з дизайнером Майкла Джексона і Леді Гаги, Гоко Залді. Казахський співак увійшов до списку «100 найкрасивіших осіб 2017 року» серед чоловіків. У рейтингу каналу TC Candler на Ютубі Дімаш зайняв 76 місце.
28 січня 2018 року на церемонії Global golden chart awards в Китаї переміг у номінації «Найкращий артист».

## Благодійність
Дімаш також бере участь у благодійних концертах та заходах у різних містах Казахстану (Астана, Атірау, Уральськ і т. д.). Такі заходи за участю Дімаша проводилися не тільки в Казахстані, а також за кордоном.

## Родина
Особливу роль у житті Дімаша відіграли бабуся з дідусем, які виховували його з трьох місяців. Він є старшим онуком. У Дімаша є молодша сестра Раушан (нар. 29.08.2001) і молодший брат Абільмансур (нар. 05.01.2007). Вони живуть в Актобе.

## Телешоу
- «Саз әлемі» («EL ARNA») — учасник
- «7 ән» («Хабар») — учасник[23]
- Орталық хабар («Хабар», 15.05.2015) — гість разом з батьками
- «З перших рук» («Ріка ТВ», 21.07.2015) — гість разом з батьком[24]
- «Таңшолпан» (РТРК «Қазақстан») — гість[25]
- Орталық хабар («Хабар») — гість[26]
- «Түнгі студияда Нұрлан Қоянбаевпен» (РТРК «Қазақстан») — гість[27]
- «ҚызықТімеѕ» («Хабар») — гість разом з співачкою Адемі[28]
- «Бенефіс шоу» Майра Мухамедкызы («Хабар») — гість
- «Аналар» («Astana TV») — гість разом з мамою[29]
- «Жан сирим» («Сьомий канал») — гість[30]
- «Бенефіс шоу» («Хабар») — гість разом з батьками[31]
- «Singer 2017[en]» («Hunan TV[en]») — учасник[32]

## Нагороди
- Заслужений діяч Казахстану (12.12.2019)
- Народний артист Казахстану (24.10.2023)[33]